# ユメ語るよりユメ歌おう
- ラブライブ! > ラブライブ!サンシャイン!! > Aqours > ユメ語るよりユメ歌おう

「ユメ語るよりユメ歌おう」（ユメかたるよりユメうたおう）は、Aqoursによるシングルで、テレビアニメ『ラブライブ！サンシャイン!!』のエンディングテーマ。2016年8月24日にLantisから発売された。

## 概要
前作「決めたよHand in Hand/ダイスキだったらダイジョウブ!」から3週間で発売となるシングル。アニメ第1期シングル第3弾。
表題曲「ユメ語るよりユメ歌おう」は、テレビアニメ『ラブライブ！サンシャイン!!』のエンディングテーマ。μ'sの「きっと青春が聞こえる」「どんなときもずっと」同様、話数ごとに異なるメンバーが担当。本CDに収録されているバージョンは第3話で使用された。実際のライブにおいては、サビパートでポンポンを持ったシーンがあることからメンバーがそれぞれのイメージカラーのポンポンを持って曲を披露する。急病やスケジュールの都合などでメンバーが欠席したライブでこの曲が披露される場合、同じ学年またはユニットのメンバーが欠席したメンバーのポンポンを代わりに持って披露されるのが恒例になっている。
カップリングの「サンシャインぴっかぴか音頭」は、Aqoursの曲としては初めて実写PVが制作された。また、2ndライブツアーでは全ての公演でアンコール1曲目の曲に設定され、うちっちーがゲスト出演したほか、伊波杏樹が実際に和太鼓を演奏する演出がなされた。また、沼津市内の幼稚園のお遊戯向けに振り付け動画が作られており、狩野川花火大会でもAqoursメンバーが同じ振り付けで踊っている。
CDには初回生産特典として「Aqoursエンディングメンバーカード」（全9種）がランダムで1種封入される。　
キャッチコピーは「進む時だよ、あたらしい場所へ！」。

## チャート成績
8月23日付のオリコンデイリーランキングでは5位にランクイン。翌日の8月24日付では0.9万枚を売上げ2位にランクインした。
9月5日付のオリコン週間ランキングでは4.0万枚を売上げ3位にランクイン。アニメ週間チャートにおいても4作連続となる1位を獲得した。

## 収録曲
- 全作詞：畑亜貴

1. ユメ語るよりユメ歌おう[4:40]
  - 作曲・編曲：山口朗彦
  - テレビアニメ『ラブライブ！サンシャイン!!』第1期エンディングテーマ
2. サンシャインぴっかぴか音頭[5:25]
  - 作曲：伊藤真澄　編曲：EFFY
  - 試聴動画では実写が使用されており、Aqoursのメンバーが出演している。
3. ユメ語るよりユメ歌おう（Off Vocal）
4. サンシャインぴっかぴか音頭（Off Vocal）

## 担当メンバー
| 話数         | メンバー | 収録CD                  | 備考                                              |
| ------------ | --- | ----------------------- | ------------------------------------------------- |
| 第3話 第12話 | Aqours | 本作                    | オリジナルver                                     |
| 第2話        | 高海千歌（伊波杏樹）、桜内梨子（逢田梨香子）、渡辺曜（斉藤朱夏）                                                                        | Sailing to the Sunshine |                                                   |
| 第4話        | 国木田花丸（高槻かなこ）、黒澤ルビィ（降幡愛）                                                                                          | Sailing to the Sunshine | 花丸主役回                                        |
| 第5話        | 津島善子（小林愛香） | Sailing to the Sunshine | 善子主役回                                        |
| 第6話        | 松浦果南（諏訪ななか）、黒澤ダイヤ（小宮有紗）、小原鞠莉（鈴木愛奈）                                                                    | Sailing to the Sunshine |                                                   |
| 第7話        | 津島善子（小林愛香）、国木田花丸（高槻かなこ）、黒澤ルビィ（降幡愛）                                                                    | Sailing to the Sunshine |                                                   |
| 第8話        | 高海千歌（伊波杏樹）、桜内梨子（逢田梨香子）、渡辺曜（斉藤朱夏）、 津島善子（小林愛香）、国木田花丸（高槻かなこ）、黒澤ルビィ（降幡愛） | Sailing to the Sunshine |                                                   |
| 第10話       | 高海千歌（伊波杏樹）、桜内梨子（逢田梨香子）                                                                                            | Sailing to the Sunshine |                                                   |
| 第11話       | 渡辺曜（斉藤朱夏） | Sailing to the Sunshine | 曜主役回                                          |
| 第9話        | （不使用） | （不使用）              | Aqoursのメンバー9人が初めて出揃った回であるため。 |
| 第13話       | （不使用） | （不使用）              | 最終話であるため。                                |